# Lost City of the Jungle
Lost City of the Jungle é um seriado estadunidense de 1946, gênero espionagem e ação, dirigido por Lewis D. Collins e Ray Taylor, em 13 capítulos, estrelado por Russell Hayden, Jane Adams, Lionel Atwill e Keye Luke. Foi produzido e distribuído pela Universal Pictures, e veiculou nos cinemas estadunidenses a partir de 23 de abril de 1946.
O seriado foi marcado pelo fato de um dos atores principais, Lionel Atwill, ter falecido de câncer de pulmão durante as filmagens, o que ocasionou a adaptação de cenas através de dublês, cenas de arquivo e alteração do roteiro. Foi o penúltimo seriado da Universal Pictures, que naquele ano ainda produziria The Mysterious Mr. M, encerrando aí sua produção serial.

## Sinopse
Testes atômicos mostram um certo elemento que poderia ser usado como defesa contra a bomba atômica.O traficante de guerra Eric Hazarias (Lionel Atwill) ratreia o elemento, apelidado de Meteorium 245, até Himilian, em Pendrang, que é governado pela dona do cassino, Indra (Helen Bennett). Hazarias finge sua própria morte e apresenta-se em Pendrang como o filantropo Geoffrey London, junto com seu secretário Malborn (John MyLong), que é secretamente o traficante de guerra real. Eles começam uma escavação arqueológica na lendária cidade perdida de Pendrang, como um disfarce para sua busca pelo Meteorium. Rod Stanton (Russell Hayden), membro da United Peace Foundation, chega a Pendrang logo depois de ter seguido Hazarias, na tentativa de provar que London é realmente Hazarias, e descobrir o que ele está procurando em Pendrang.

## Elenco
- Russell Hayden … Rod Stanton, da United Peace Foundation
- Jane Adams … Marjorie Elmore
- Lionel Atwill … Sir Eric Hazarias/ Geoffrey London
- Keye Luke … Tal Shan
- Helen Bennett … Indra
- Ted Hecht … Doc Harris
- John Eldredge … Doutor Elmore
- John Mylong … Malborn, o vilão do seriado
- John Miljan … Doutor Gaffron
- John Gallaudet … Professor Grebb
- George Lynn … Marlow
- Dick Curtis … Johnson
- Arthur Space … "System" Reeves
- Frances Chung … Lakana Shan
- Gene Roth … Policial Capitão Hammond

## Produção
Lionel Atwill morreu de câncer e de pneumonia durante as filmagens do seriado. Atwill estava interpretando o vilão, Sir Eric Hazarias, um chefe de espionagem estrangeiro. A Universal, para não jogar fora as imagens, se viu obrigada a adaptar o seriado. Primeiro, um outro vilão (Malborn, interpretado por John Mylong, que era originalmente apenas um servo do Senhor Eric) foi introduzido como o chefe do personagem de Atwill, para assumir a maioria dos requisitos de vilão do filme. Em segundo lugar, um dublê de Atwill foi usado para completar as cenas restantes. Sua fatal doença impediu-o de trabalho além de 4 de fevereiro, então George Sorel o substituiu em todas as cenas restantes, normalmente de costas para a câmera. O dublê foi filmado por trás e permaneceu em silêncio. Os capangas foram filmados repetindo suas ordens de volta para o dublê, que permanecia em silêncio, e imagens de arquivo de Atwill foram editadas para mostrar a resposta.
Lost City of the Jungle foi o penúltimo seriado da Universal; o posterior, The Mysterious Mr. M, foi o último seriado, lançado em 1946.
O seriado foi o último dirigido pela parceria Lewis D. Collins & Ray Taylor, que dirigiram juntos 13 seriados para a Universal Pictures, entre 1942 (começando com Junior G-Men of the Air) e 1946. O seriado seguinte, o derradeiro da Universal, seria dirigido por Lewis D. Collins e Vernon Keays. Foi o último seriado de Ray Taylor.

## Capítulos
1. Himalaya Horror
2. The Death Flood
3. Wave Length for Doom
4. The Pit of Pendrang
5. Fiery Danger
6. Death's Shining Face
7. Speedboat Missing
8. Fire Jet Torture
9. Zalabor Death Watch
10. Booby Trap Rendezvous
11. Pendrang Guillotine
12. Jungle Smash-up
13. Atomic Vengeance

Fonte: